# Dirk de Ridder
Dirk de Ridder (Oudewater, 29 de diciembre de 1972) es un deportista neerlandés que compitió en vela en la clase Soling.
Ganó una medalla de bronce en el Campeonato Mundial de Soling de 1999 y una medalla de oro en el Campeonato Europeo de Soling de 1999. Participó en los Juegos Olímpicos de Sídney 2000, ocupando el cuarto lugar en la clase Soling.

## Palmarés internacional
| \| Campeonato Mundial \| Campeonato Mundial \| Campeonato Mundial \| Campeonato Mundial \| \| Año \| Lugar \| Medalla \| Clase \| \| ------------------ \| --------------------- \| ------------------ \| ------------------ \| \| 1999 \| Melbourne (Australia) \| Medalla de bronce \| Soling \| \| Campeonato Europeo \| \| \| \| \| Año \| Lugar \| Medalla \| Clase \| \| 1999 \| Sandefjord (Noruega) \| Medalla de oro \| Soling \| |                       |                   |        |
| Campeonato Mundial |                       |                   |        |
| Año | Lugar                 | Medalla           | Clase  |
| 1999 | Melbourne (Australia) | Medalla de bronce | Soling |
| Campeonato Europeo |                       |                   |        |
| Año | Lugar                 | Medalla           | Clase  |
| 1999 | Sandefjord (Noruega)  | Medalla de oro    | Soling |